# Lake Placid: Legacy
Lake Placid: Legacy (conocida como Mandíbulas 6: El Legado en España y El Cocodrilo: El Legado en Hispanoamérica) es una Comedia de terror estadounidense de 2018 dirigida por Darrell Roodt. Es una secuela de Lake Placid vs. Anaconda (2015) y la sexta entrega de la serie de películas Lake Placid, que cuenta la historia de unos cocodrilos devoradores de hombres que aterrorizan a la comunidad local. La película se estrenó el 28 de mayo de 2018 en el Canal Sci-Fi.

## Argumento
Un grupo de activistas formado por Jade, su hermana menor Alice, el novio de Jade, Sam, el hacker Billy y su amigo Spencer, son desafiados por el ex amigo de Sam, Dane, por un video para viajar a una isla en medio de un lago que alberga un antiguo centro de investigación. El grupo viaja a la isla en bote con los guardabosques Pennie y Travis y comienzan a explorar. Pronto encuentran el cadáver del amigo de Dane, Gomez, en un árbol, así como la cámara de Dane, que lo muestra siendo atacado por algo. En el video habla de un hombre llamado Henderson que supuestamente lo abandonó. Spencer cree que es un engaño. El grupo intenta irse, aunque algo hace que el bote se desplace hacia el lago con Travis en él, y Pennie es arrastrada al agua por una cuerda. Cuando Travis intenta salvarla, él es devorado por la criatura, dejando a Sam para salvarla, y el grupo queda varado en la isla. El incidente deja a Pennie con una pierna lesionada.
Los sobrevivientes restantes encuentran y entran a las instalaciones y se ven obligados a bajar a otra sección de las instalaciones usando una cuerda. Cuando llega la criatura, que se revela como un cocodrilo de 50 pies, Jade, Sam y Alice se separan de Billy, Spencer y Pennie en las instalaciones. Mientras Jade, Sam y Alice exploran las instalaciones, Billy baja a un muelle para llegar a un tomacorriente y hacer una llamada telefónica a la policía. Sin embargo, rápidamente pierde la señal y el cocodrilo tira a Spencer al agua y lo mata. Pennie obliga a Billy a alcanzar a los demás mientras ella se queda atrás para luchar contra el cocodrilo. El cocodrilo sigue a Pennie a un túnel donde rápidamente la mata.
Jade, Sam y Alice pronto encuentran a Dane con vida en las instalaciones, y él se los muestra a Henderson, que es un hombre que solía trabajar en las instalaciones. Formó parte de un experimento para armar cocodrilos y señala que cuando se cerró el programa, uno de los cuidadores del cocodrilo se llevó a algunos jóvenes a Black Lake en Maine, donde se había desarrollado el resto de la serie. Presentó a Dane y Gomez a las instalaciones y los usó como una forma de regresar a las instalaciones para continuar con los experimentos. Mientras tanto, Billy llega a otro edificio y logra contactar a los otros sobrevivientes, aunque pronto muere cuando el cocodrilo irrumpe. Henderson escapa en el caos y Jade, Sam, Alice y Dane intentan escapar. Henderson intenta atrapar al grupo en la instalación inundándola, aunque logran nadar a través de la inundación y escapar a otra sección de la instalación.
El cocodrilo pronto alcanza al grupo y se come a Dane, antes de matar a Henderson, que intentaba capturarlo. Jade, Sam y Alice encuentran una habitación con varias latas de gasolina, y Sam crea un plan para matar al cocodrilo haciendo estallar las latas de gasolina. Comienza a liberar el gas y hace que Jade y Alice escapen mientras él se queda atrás para matarlo. El cocodrilo entra e intenta encender el gas con una bengala, aunque la bengala se corta, lo que permite que el cocodrilo se lo coma. El cocodrilo persigue a Jade y Alice en el bosque y finalmente acorrala a Alice e intenta comérsela, aunque Jade lo atrapa con una excavadora antes de encender el combustible de la excavadora con un encendedor, matándolo. Jade y Alice comienzan a nadar de regreso al continente, solo para que se revele un segundo cocodrilo en el agua sin que ellas lo sepan.

## Reparto
- Katherine Barrell como Jade
- Tim Rozon como Sam
- Sai Bennett como Alice
- Luke Newton como Billy
- Craig Stein como Spencer
- Greg Kriek como Travis
- Joe Pantoliano como Henderson
- Alisha Bailey como Pennie
- Maxim Baldry como Dane
- Gavin Lee Gomes como Gomez

## Producción
La fotografía principal tuvo lugar en las cercanías de Ciudad del Cabo, Sudáfrica, en diciembre de 2017.

## Versión Casera
Lake Placid: Legacy fue lanzado en DVD y digital el 4 de septiembre de 2018.